# Skalno plezanje
Skalno plezanje je šport pri katerem za osvojitev nekega vrha uporabljamo vse štiri okončine. Poznamo prosto in tehnično plezanje. Tehnično plezanje je plezanje s pomočjo raznih lestvic gurten, klinov dosežemo cilj. Tega načina skoraj ni več. Prosto plezanje pa je način kjer uporabljamo Vponke, gurtne, kline,... uporabljamo le za varovanje življenja.